# 上行大動脈
上行大動脈（じょうこうだいどうみゃく、英: ascending aorta）は、ヒトでは左心室にある大動脈口より起始し、上行したのちに胸骨角または第2肋軟骨の高さで大動脈弓に移行する。長さは約5 cmであり、体循環における最初の血管である。

## 解剖
血管壁は上皮側から順に内膜、中膜、外膜よりなる。外膜は心外膜より続いているので、上行大動脈は肺動脈幹とともに繊維性心膜により包まれていることとなる。上行大動脈の起始部の膨隆部は大動脈球（bulb of aorta）と呼ばれる。大動脈球の内腔は大動脈弁の弁尖により3つに隔てられ、それらは大動脈洞（sinus of aorta）またはバルサルバ洞（sinus of Valsalva）と呼ばれる。それぞれ左バルサルバ洞、右バルサルバ洞、無バルサルバ洞と呼ばれ、左バルサルバ洞から左冠状動脈が、右バルサルバ洞から右冠状動脈が分枝している。

## 枝
- 左冠状動脈
- 右冠状動脈